# Марко Јеремић (глумац)
Марко Јеремић (Београд, 21. јул 1974) српски је телевизијски и филмски глумац. Академију драмских уметности завршио је 1999. године у класи Ивана Бекјарева.
Отац му је познати филмски сценограф Миленко Јеремић.

## Филмографија
|                   | 1990▼ | 2000▼ | 2010▼ | Укупно |
| ----------------- | ----- | ----- | ----- | ------ |
| Дугометражни филм | 4     | 10    | 5     | 19     |
| ТВ филм           | 0     | 1     | 1     | 2      |
| ТВ серија         | 1     | 9     | 4     | 14     |
| Кратки филм       | 0     | 1     | 1     | 2      |
| Укупно            | 5     | 21    | 11    | 37     |

| Год.       | Назив                                              | Улога                      |
| ---------- | -------------------------------------------------- | -------------------------- |
| 1990-е▲    |                                                    |                            |
| 1998.      | Лајање на звезде                                   | Симеон                     |
| 1998.      | Буре барута                                        | Комшија са бејзбол палицом |
| 1998—1999. | Породично благо (серија)                           | студент 1                  |
| 1999.      | Бело одело                                         | регрут                     |
| 1999.      | Рањена земља                                       |                            |
| 2000-е▲    |                                                    |                            |
| 2000.      | Рат уживо                                          | собар                      |
| 2001.      | Муње!                                              | један висок                |
| 2001.      | Бумеранг                                           | пљачкаш                    |
| 2003.      | Јагода у супермаркету                              | Лимун                      |
| 2003.      | Лисице (серија)                                    | таксиста Сима              |
| 2003.      | Мали свет                                          |                            |
| 2004.      | Стижу долари (серија)                              | судски извршитељ           |
| 2004.      | Живот је чудо                                      | Петровић                   |
| 2004.      | Диши дубоко                                        | полицајац                  |
| 2004.      | Си ту тимажин (кратки филм)                        | Ортак за шверц             |
| 2005.      | Флерт                                              | Пеђа                       |
| 2005.      | Made in YU                                         | Зоран                      |
| 2006.      | Живот је чудо (серија)                             | Петровић                   |
| 2006.      | Гуча!                                              | Љубиша                     |
| 2006—2009. | Сељаци (серија)                                    | Живорад                    |
| 2007.      | Оно наше што некад бејаше (серија)                 | Љубиша                     |
| 2008.      | Последња аудијенција (серија)                      | Јован Ристић               |
| 2008.      | Горки плодови (серија)                             | полицајац                  |
| 2008—2011. | Мој рођак са села (серија)                         | мајор Боби Паровић         |
| 2009—2011. | Бела лађа (серија)                                 | Озренов телохранитељ       |
| 2009.      | Роде у магли (ТВ филм)                             | инспектор                  |
| 2010-е▲    |                                                    |                            |
| 2011.      | Бели лавови                                        | мрзовољни младожења        |
| 2011.      | Како су ме украли Немци                            | мршавко                    |
| 2011.      | Практични водич кроз Београд са певањем и плакањем |                            |
| 2012.      | Кад сване дан                                      | човек у стану              |
| 2013.      | Мамарош                                            | млади тајни агент          |
| 2013.      | Милосрдни анђео (кратки филм)                      | Иван                       |
| 2015—2017. | Комшије (серија)                                   | инспектор                  |
| 2016.      | Музика у великом рату (ТВ филм)                    |                            |
| 2018.      | Немањићи — рађање краљевине (серија)               | Борило Калојован           |
| 2018.      | Корени (серија)                                    | кафеџија                   |
| 2019.      | Жмурке (серија)                                    | сељак                      |
| 2021.      | Није лоше бити човек (филм)                        |                            |
| 2023.      | Олуја (филм) (филм)                                | командир Зељо              |
| 2023.      | Олуја (ТВ серија) (серија)                         | командир Зељо              |
| 2024.      | Златни рез 42 (филм)                               |                            |